# AMD K5
El AMD K5 es un microprocesador tipo x86, rival directo del Intel Pentium.
Fue el primer procesador propio que desarrolló AMD. 
La arquitectura RISC86 del AMD K5 era más semejante a la arquitectura del Intel Pentium Pro que a la del Pentium. El K5 es internamente un procesador RISC con una Unidad x86- decodificadora que transforma todos los comandos x86 de la aplicación en comandos RISC.[cita requerida]

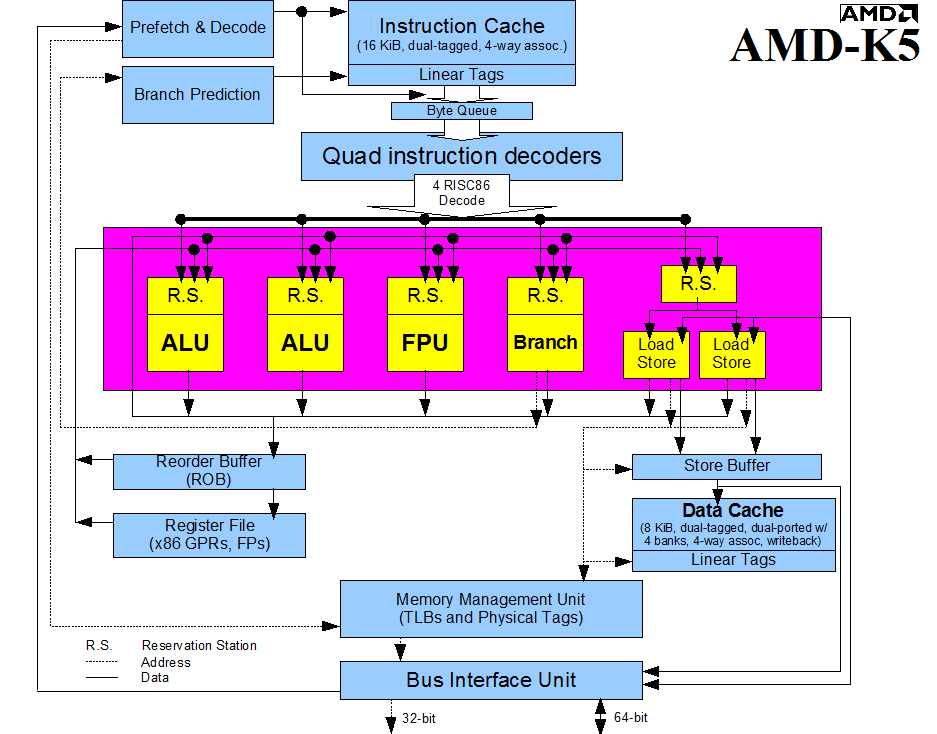
Diagrama del núcleo K5.

En todos los aspectos era superior el K5 al Pentium, sin embargo AMD tenía poca experiencia en el desarrollo de microprocesadores y los diferentes hitos de producción marcados se fueron superando sin éxito. Por esta razón fue necesario esperar un año después de lo planeado para poderlo sacar al mercado. Fue lanzado el 27 de marzo de 1996. Esta versión todavía era de tipo "provisional", y fue conocido como SSA/5, con los errores en el L1-escondidos. En la siguiente fase se comercializó como 5K86 y después se renombró como K5. 
Debido a la tardía entrada al mercado y la lenta producción así como las bajas cantidades de producción, el K5 más rápido fue un PR166 con 116 MHz. De este modo, AMD no pudo convencer a los fabricantes de PC para que montaran el K5. También la prensa y el comercio dieron por hecho que el K5 era peor. El K5 puede considerase como un fracaso para AMD: "Demasiado tarde". El procesador K6, sucesor del K5, cambió las cosas.

## Modelos

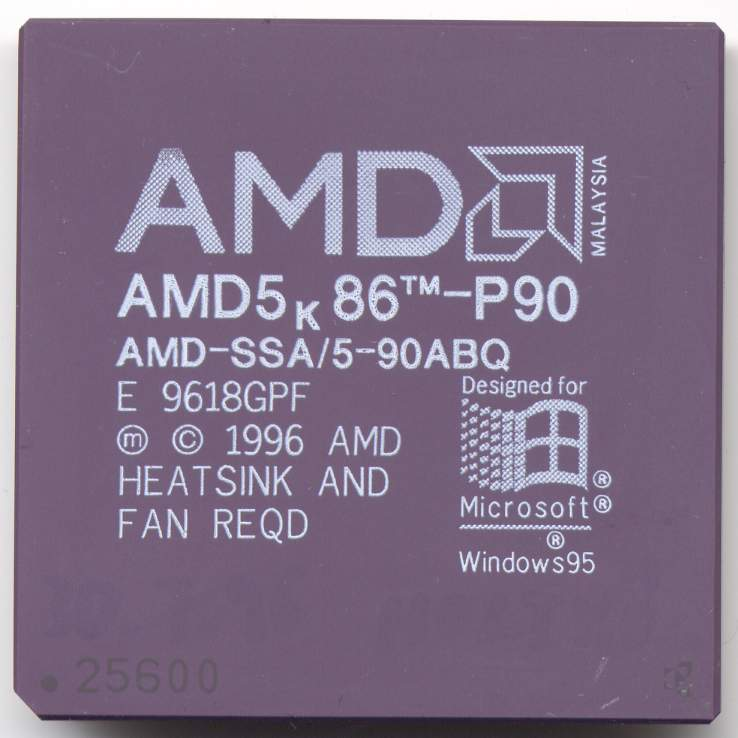
AMD 5k86-P90 (SSA/5).

### SSA/58585
- Nombre de venta: 5K86 P75S, P90, P100,; después K5 PR75, PR90, PR100,
- El L1-caché: 8 + 16 KiBS, datos + las instrucciones,
- Socket 5 y Socket 7 con 50, 60 y 66 MHz,
- Voltaje (VCore): 3,52V
- Fecha de salida: 27 de marzo de 1996
- Método de Producción: 0,50 µms y 0,35 µms
- Medida: 251 mm², 0,50 µms, y 161 mm²s (0,35 µms) con 4,3 millones de transistores
- Velocidad de Transmisión: 75 a 100 MHz 
  - 5K86 P75S, K5 PR75: 75 MHz
  - 5K86 P90S, K5 PR90: 90 MHz
  - 5K86 P100S, K5 PR100: 100 MHz

### 5k86
- Método de 74742producción: 0,35 µms
- Medida: 181 mm²s (0,35 µms) con 4,3 millones de transistores
- Velocidad de Transmisión: 90 a 133 MHz 
  - PR120: 90 MHz
  - PR133: 100 MHz
  - PR150: 105 MHz
  - PR166: 116,6 MHz
  - PR200: 133 MHz, se planeó originalmente, pero su venta se demoró demasiado tiempo.

- Datos: Q294988
- Multimedia: AMD K5 / Q294988